# شالکس
شالکس (به فرانسوی: Challex) یک کمون‌های فرانسه در فرانسه است که در Canton of Collonges واقع شده‌است.

## خصوصیات
شالکس ۸٫۶۷ کیلومترمربع مساحت و ۱٬۱۲۴ نفر جمعیت دارد و ۵۲۵ متر بالاتر از سطح دریا واقع شده‌است.